# Heinz Vogt
Heinz Vogt (* 6. April 1968 in Chur) ist ein liechtensteinischer Politiker. Er war in der Legislaturperiode 2005 bis 2009 Abgeordneter im liechtensteinischen Landtag.

## Biografie
Vogt absolvierte eine Kaufmännische Lehre bei der Landesverwaltung. Danach arbeitete er bei der Liechtensteinischen Steuerverwaltung und war anschliessend von 1988 bis 1992 als interner Revisor bei der VPBank AG tätig. Seit 1992 ist Vogt Geschäftsführer einer Wirtschaftsprüfungs- und Treuhandgesellschaft in Buchs SG und Vaduz. 1994 erhielt er seinen Diplomabschluss als Wirtschaftsprüfer an der Kammerschule in Zürich.
2005 wurde Vogt für die Vaterländische Union als Abgeordneter in den Landtag des Fürstentums Liechtenstein gewählt. Dort war er Vorsitzender der Geschäftsprüfungskommission sowie einer der beiden Schriftführer im Landtag.
Vogt ist verheiratet und hat zwei Töchter.